# Park Chan-ho
Pour les articles homonymes, voir Park.
Chan Ho Park (né le 29 juin 1973 à Gongju, Corée du Sud) est un lanceur droitier sud-coréen de baseball. 
Il a fait ses débuts avec les Dodgers de Los Angeles en 1994, devenant le premier joueur d'origine coréenne à jouer dans les Ligues majeures. Park compte une sélection au match des étoiles, en 2001. Après la saison 2010, il quitte pour le Japon et rejoint les Orix Buffaloes de la NPB.

## Biographie
Le 6 janvier 2009, Chan Ho Park signe un contrat d'un an pour deux millions et demi de dollars avec les Phillies de Philadelphie.
Il s'engage le 28 février 2010 avec les Yankees de New York. Le 4 août 2010, il est réclamé au ballottage par les Pirates de Pittsburgh.
Le 12 septembre 2010, dans un gain des Pirates sur Cincinnati, il égale la marque de 123 victoires dans les majeures du lanceur japonais Hideo Nomo. À son dernier match dans le baseball majeur, le 1er octobre 2010, il remporte face aux Marlins de la Floride la 124e victoire de sa carrière, établissant un nouveau record pour le nombre de victoires dans les majeures par un lanceur asiatique.

## Statistiques
| Statistiques de lanceur |            |            |     |     |     |    |    |        |      |       |
| Saison                  | Équipe     | Ligue      | G   | GS  | W   | L  | SV | IP     | SO   | ERA   |
| 1994                    | LAD        | MLB        | 2   | 0   | 0   | 0  | 0  | 4.0    | 6    | 11,25 |
| 1995                    | LAD        | MLB        | 2   | 1   | 0   | 0  | 0  | 4.0    | 7    | 4,50  |
| 1996                    | LAD        | MLB        | 48  | 10  | 5   | 5  | 0  | 108.2  | 119  | 3,64  |
| 1997                    | LAD        | MLB        | 32  | 29  | 14  | 8  | 0  | 192.0  | 166  | 3,38  |
| 1998                    | LAD        | MLB        | 34  | 34  | 15  | 9  | 0  | 220.2  | 191  | 3,71  |
| 1999                    | LAD        | MLB        | 33  | 33  | 13  | 11 | 0  | 194.1  | 174  | 5,23  |
| 2000                    | LAD        | MLB        | 34  | 34  | 18  | 10 | 0  | 226.0  | 217  | 3,27  |
| 2001                    | LAD        | MLB        | 36  | 35  | 15  | 11 | 0  | 234.0  | 218  | 3,50  |
| 2002                    | TEX        | MLB        | 25  | 25  | 9   | 8  | 0  | 145.2  | 121  | 5,75  |
| 2003                    | TEX        | MLB        | 7   | 7   | 1   | 3  | 0  | 29.2   | 16   | 7,58  |
| 2004                    | TEX        | MLB        | 16  | 16  | 4   | 7  | 0  | 95.2   | 63   | 5,46  |
| 2005                    | TEX        | MLB        | 20  | 20  | 8   | 5  | 0  | 109.2  | 80   | 5,66  |
| 2005                    | SDP        | MLB        | 10  | 9   | 4   | 3  | 0  | 45.2   | 33   | 5,91  |
| 2006                    | SDP        | MLB        | 24  | 21  | 7   | 7  | 0  | 136.2  | 96   | 4,81  |
| 2007                    | NYM        | MLB        | 1   | 1   | 0   | 1  | 0  | 4.0    | 4    | 15,75 |
| 2008                    | LAD        | MLB        | 54  | 5   | 4   | 4  | 2  | 95.1   | 79   | 3,40  |
| 2009                    | PHI        | MLB        | 45  | 7   | 3   | 3  | 0  | 83.1   | 73   | 4,43  |
| Totaux                  | 16 saisons | 16 saisons | 423 | 287 | 120 | 95 | 2  | 1929.1 | 1663 | 4,35  |